# Jaume Capdevila i Colomer
Jaume Capdevila i Colomer (Amposta, Montsià, 1852 — Barcelona, 1911) fou un actor còmic i dramaturg català.

## Obra dramàtica

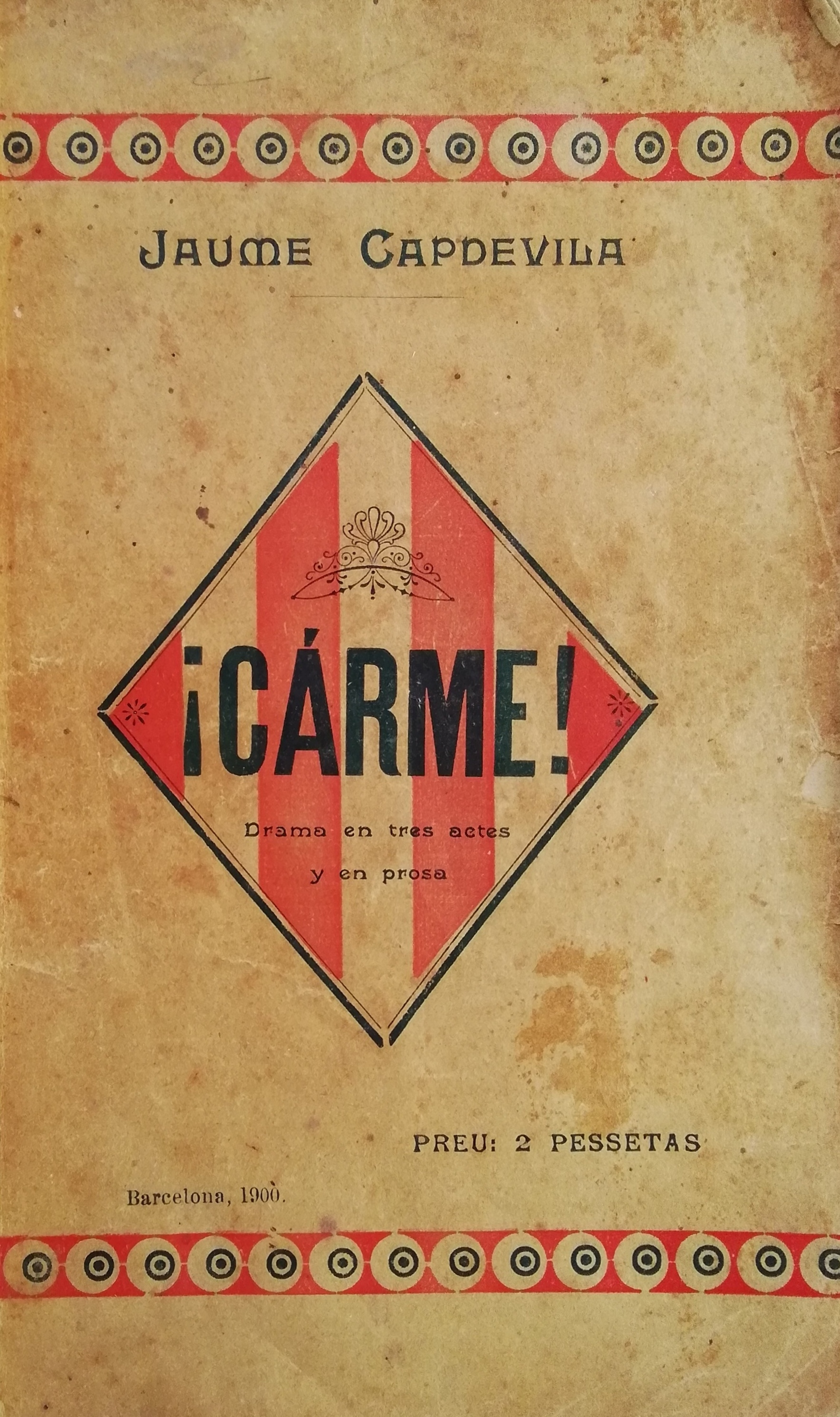
Carme! de Jaume Capdevila, és un drama en tres actes i en prosa, estrenat i publicat a Barcelona l'any 1900

- Carme! de Jaume Capdevila, és un drama en tres actes i en prosa, estrenat i publicat a Barcelona l'any 19001886. A mig camí. Comèdia en un acte i en vers. Estrenada al teatre Catalunya de Barcelona, el 23 d'octubre.
- 1886. A sants i a minyons. Peça en un acte i en vers. Estrenada al teatre Catalunya de Barcelona.
- 18??. Casualitats. Peça en un acte.
- 1897. El senyor Nadal. Comèdia en tres actes i en prosa. Estrenada al teatre Principal de Barcelona, el 10 d'octubre.
- 1898. Per massa bo. Juguet còmic en un acte, original i en prosa. Estrenat al teatre Principal de Barcelona, el 28 de març.
- 1???. Lo gavan nou. Peça en un acte.
- 1900. Carme!. Drama en tres actes i en prosa. Estrenat al teatre Romea de Barcelona, el 9 d'octubre.
- 1904, 14 d'octubre. En el paper de Quirze a l'obra L'endemà de bodes de Josep Pous i Pagès. Estrenada al teatre Romea de Barcelona.
- 1904, 16 de desembre. Tots boigs. Juguet còmic en un acte, inspirat en una obra de Molière, original de Julián B. Fernández i adaptat a l'escena catalana per Jaume Capdevila. Estrenat al teatre Romea de Barcelona.